# Krzynowłoga Mała
Krzynowłoga Mała – dawne miasto, obecnie wieś w Polsce położona w województwie mazowieckim, w powiecie przasnyskim, w gminie Krzynowłoga Mała. Ma status sołectwa
Miejscowość jest siedzibą gminy Krzynowłoga Mała. We wsi znajduje się parafia pw. św. Dominika z zabytkowym kościołem z XVI wieku.
Przez wieś przebiega droga wojewódzka nr 616. Znajduje się tu pomnik 40 Polaków rozstrzelanych w 1944 roku przez hitlerowców.
Z 1476 roku pochodzi pierwsza wiadomość o parafii w Krzynowłodze Małej. W roku 1506 parafia weszła w skład nowo utworzonego dekanatu przasnyskiego. W 1605 roku odbyła się wizytacja biskupa parafii Krzynowłoga Mała. Nazwa wsi pochodzi być może od "krzynicy", obudowy źródła wykonanej z łączonych w kwadrat kłód dębowych.
W latach 1954–1972 wieś należała i była siedzibą władz gromady Krzynowłoga Mała. W latach 1975–1998 miejscowość administracyjnie należała do województwa ostrołęckiego.